# 勒蒂约勒奥通
勒蒂约勒奥通（法語：Le Tilleul-Othon，法語發音：[lə tijœl ɔtɔ̃]）是法国厄尔省的一个旧市镇，属于贝尔奈区。2018年，勒蒂约勒奥通与市镇古皮耶尔合并为新市镇古皮勒奥通。

## 地理
勒蒂约勒奥通（49°6'53"N, 0°47'26"E）面积4.68 平方千米，位于法国诺曼底大区厄尔省，该省份为法国北部内陆省份，北起滨海塞纳省，西接奧恩省和卡爾瓦多斯省，南至厄尔-卢瓦省，东临瓦兹省、瓦兹河谷省和伊夫林省。
与勒蒂约勒奥通接壤的市镇（或旧市镇、城区）包括：。

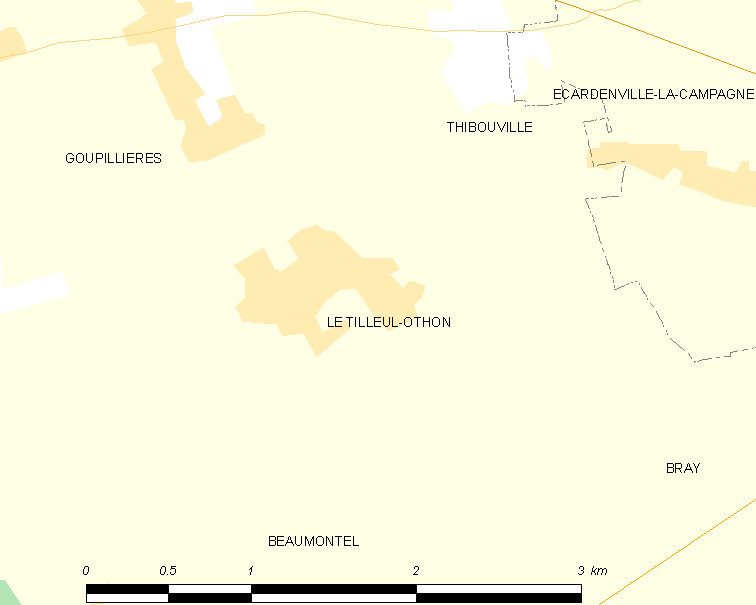
勒蒂约勒奥通的OSM定位图

勒蒂约勒奥通的时区为UTC+01:00、UTC+02:00（夏令时）。

## 行政
勒蒂约勒奥通的邮政编码为27170，INSEE市镇编码为27642。

## 政治
勒蒂约勒奥通所属的省级选区为布里奥讷县。

## 人口

1962-2008年间勒蒂约勒奥通人口变化图示

勒蒂约勒奥通于2018年1月1日时的人口数量为363人。